# Antoine Regnauld
Pour les articles homonymes, voir Regnauld.
Antoine Regnauld est un homme politique français né le 21 septembre 1806 à Genouillat (Creuse) et mort le 26 mars 1888 à Genouillat.

## Biographie
Propriétaire, il est député de la Creuse de 1842 à 1848, siégeant dans l'opposition à la Monarchie de Juillet.

## Sources
- « Antoine Regnauld », dans Adolphe Robert et Gaston Cougny, Dictionnaire des parlementaires français, Edgar Bourloton, 1889-1891 [détail de l’édition]